# Mesca
Buomesca Tué Na Bangna (Bissau, 6 de maio de 1993), conhecido apenas por Mesca, é um futebolista guineense que atua como médio. Atualmente, está sem clube. É irmão do atacante Bruma.

## Carreira
Mesca assinou com o Chelsea em maio de 2010, vindo das categorias de base do Sporting CP. Em setembro de 2011, foi contratado pelo Fulham, e renovou com os Cottagers em abril de 2013. Ele, que disputou a pré-temporada em 2012–13, fez sua estreia profissional em setembro de 2013, na derrota por 2 a 1 para o Chelsea. Aquele, no entanto, foi o único jogo de Mesca pelo time principal do Fulham, que o emprestou ao Crewe Alexandra em novembro do mesmo ano. Pelos Railwaymen, atuou em 6 jogos e fez um gol.
Reintegrado ao elenco do Fulham, Mesca jogou apenas pelo Sub-21 na temporada 2014–15 e deixou o clube para assinar com o AEL Limassol (Chipre), onde atuou em 76 partidas e balançou as redes adversárias 8 vezes, conquistando a Supercopa do Chipre em 2015.
Em 2018, foi contratado pelo Beroe Stara Zagora, clube da primeira divisão 
búlgara. Jogou 32 partidas com a camisa dos Verdes, tendo feito um gol.

## Carreira internacional
Tendo atuado pelas seleções de base de Portugal entre 2009 e 2011, Mesca esteve na pré-convocação da Seleção Guineense de Futebol na Copa Africana de Nações de 2017., porém não foi incluído na convocação definitiva.

## Títulos
AEL Limassol
- Supercopa do Chipre: 1 (2015)